# Mákina
Il mákina è un sottogenere di techno hardcore inventato in Spagna. Benché simile all'hardcore britannico, il mákina si distingue da esso per la presenza di influenze bouncy techno e hardtrance. I ritmi spaziano dai 150 ai 180 battiti per minuto.

## Storia

### Primi anni 1990: origini
Il mákina venne inventato a Valencia durante i primi anni novanta in seguito all'esplosione del fenomeno acid house/dance britannico del 1988. Si pensa che il mákina derivi da un altro stile che prende il nome di "bakalao", termine che, durante la seconda metà degli anni 1980, identificava anche un punto d'incontro per artisti EDM, pop e rock di Valencia.

### Metà degli anni '90: svolta e successo
Il primo successo del genere è Así Me Gusta A Mí (X-Ta Sí, X-Ta No) (1991) del producer Chimo Bayo, destinata a godere di grande successo in tutta Europa. Ad essa seguirono altri singoli pubblicati fra il 1995 e il 1997 che si piazzarono ai primi posti delle classifiche spagnole e contribuirono ulteriormente ad accrescere il successo del mákina. Degni di nota sono gli EX-3, che pubblicarono due singoli destinati a raggiungere la posizione numero uno delle chart spagnole: Extres (1995) e Ex-P-Cial (1996). Tuttavia, uno dei singoli mákina più famosi negli Stati Uniti è Streamline dei Newton, popolarizzato nel 2006 grazie a uno spot pubblicitario della Pepsi in cui compare Jimmy Fallon.
Fra la fine degli anni novanta alla metà degli anni 2000, il mákina influì fortemente sulla musica rave del nord-est inglese e della Scozia. La chiusura di alcuni importanti club e discoteche, come ad esempio la New Monkey di Sunderland, segnò la decadenza dello stile, che venne rimpiazzato dalla
UK bounce (anche conosciuta come "Donk" o "Scouse House). Oggi i brani mákina vengono trasmessi durante le partite del Newcastle United e del Sunderland quando giocano in trasferta.